# Hypositta corallirostris
Hypositta corallirostris là một loài chim trong họ Vangidae.